# 클라크군 (네바다주)

클라크군의 위치

클라크군(영어: Clark County)은 미국 네바다주에 있는 군이다. 면적 20,487 km2, 인구 1,902,834(2009). 군청은 라스베이거스에 있다.
네바다주 동남부에 위치하며, 동쪽은 애리조나주, 서남쪽은 캘리포니아주에 접한다. 동남부의 애리조나 주와의 경계로 콜로라도강이 흐른다. 전지역이 건조하며, 상당 부분은 사막이 차지하고 있다. 1908년 북쪽의 링컨군에서 분리되어 형성되었으며, 1936년 콜로라도 강에 후버 댐이 건설되어 용수와 전력 공급에 큰 도움을 받게 되면서 건조한 사막 지대이던 이 곳은 큰 변화를 겪게 되었다. 이후 라스베이거스의 도박 산업 발전과 함께 성장하여, 1940년 16,414명, 1950년 48,289명에 불과하던 인구가 1980년 463,087명, 2000년 1,375,738명, 2009년에는 190만명을 넘어서, 인구 증가 속도가 매우 빠르며, 네바다주 전체 인구의 4분의 3 가량이 집중되어 있다. 라스베이거스·노스라스베이거스·헨더슨·볼더시티·메스콰이트의 5개 시가 있다.

## 인구
| 인구조사                                                    | 인구      | Note  | %±     |
| ----------------------------------------------------------- | --------- | ----- | ------ |
| 1910년                                                      | 3,321     |       | —      |
| 1920년                                                      | 4,859     |       | 46.3%  |
| 1930년                                                      | 8,532     |       | 75.6%  |
| 1940년                                                      | 16,414    |       | 92.4%  |
| 1950년                                                      | 48,289    |       | 194.2% |
| 1960년                                                      | 127,016   |       | 163.0% |
| 1970년                                                      | 273,288   |       | 115.2% |
| 1980년                                                      | 463,087   |       | 69.5%  |
| 1990년                                                      | 741,459   |       | 60.1%  |
| 2000년                                                      | 1,375,765 |       | 85.5%  |
| 2010년                                                      | 1,951,269 |       | 41.8%  |
| 2019 (추산)                                                 | 2,266,715 | [ 4 ] | 16.2%  |
| US Decennial Census 1790–1960 1900–1990 1990–2000 2010–2018 |           |       |        |